# Jayant Narlikar
Džajant Višnu Narlikar (19. července 1938 Kolhápur – 20. května 2025) byl indický astrofyzik.
Narlikar byl zastáncem kosmologické teorie ustáleného stavu. Společně s Fredem Hoylem vyvinul teorii konformní gravitace, běžně známou jako Hoyleova–Narlikarova teorie. Jedná se o syntézu Einsteinových teorií relativity a Machova principu. Teorie navrhuje, že setrvačná hmotnost částic je funkcí hmotnosti všech ostatních částic, násobená vazebnou konstantou, která je funkcí kosmické epochy. V kosmologických modelech založených na této teorii gravitační konstanta G silně klesá s časem.

## Mládí
Narlikar se narodil v Kolhapuru v Indii 19. července 1938 v rodině učenců. Jeho otec, Višnu Vasudev Narlikar byl matematik, který působil jako profesor a vedoucí katedry matematiky na Benaras Hindu University ve Varanasi. Jayantova matka, Sumati Narlikarová, byla odbornicí na sanskrt.

## Kariéra
Narlikar získal bakalářský titul na Benáres Hindu University v roce 1957. Poté přešel na Univerzitu v Cambridgi v Anglii, kde získal titul bakaláře v oboru matematika v roce 1959. V roce 1960 získal Tysonovu Medaili za astronomii. Během svého doktorského studia na Cambridgi získal v roce 1962 Smithovu cenu. Doktorát získal v roce 1963 pod vedením Freda Hoyla. Poté pracoval na King's College v Cambridgi a získal titul magistra v astronomii a astrofyzice v roce 1964. Na King's College pokračoval v práci až do roku 1972. V roce 1966 založil Hoyle založil v Cambridgi Ústav teoretické astronomie a Narlikar byl zakládajícím zaměstnancem ústavu během let 1966–72.
V roce 1972 získal Narlikar místo profesora na Tataově ústavu pro základní výzkum v Bombaji. Na tomto ústavu byl členem skupiny pro teoretickou astrofyziku. V roce 1988 bylo za pomoci peněz z Indické univerzitní grantové komise založeno Meziuniverzitní centrum pro astronomii a astrofyziku v Pune a Narlikar se stal zakládajícím ředitelem této instituce.
Narlikar je mezinárodně známý pro jeho práce v kosmologii, zejména v prosazování modelů alternativních k teorii velkého třesku. V letech 1994–1997 byl předsedou kosmologie komise Mezinárodní astronomická unie. Jeho výzkumné práce se dále týkají Machova principu a kvantové kosmologie.
Narlikar byl účastníkem studie, která kultivovala mikroorganismy ze stratosférických vzorků vzduchu získaných ve výšce 41 km. Podle studie mají tato zjištění obrovské důsledky pro nadějné oblasti astrobiologie kromě toho, že poskytují důležité vstupy v otázce, jak začal život na naší planetě."
Narlikar byl jmenován jako předseda poradní skupiny pro učebnice v oblasti vědy a matematiky nakladatelství Národní rady pro výzkum v oblasti vzdělávání a odborné přípravy, které jsou široce používány jako standardní učebnice na mnoha indických školách.

## Ocenění
Narlikar získal několik národních a mezinárodních ocenění a čestných doktorátů. V Indii mu bylo v roce 2004 uděleni druhé nejvyšší civilní vyznamenání Padma Vibhushan, které získal za své výzkumné práce. Před tím v roce 1965 obdržel titul Padma Bhushan a v roce 1981 obdržel vyznamenání Rashtra Bhushan.
Získal Bhatnagarovu cenu a cenu Julese Janssena od francouzské Astronomické společnosti. Byl spolupracovníkem Královské astronomické společnosti v Londýně. Působil ve třech indických národních vědeckých akademiích a Akademii věd třetího světa.
Kromě vlastního vědeckého výzkumu je Narlikar znám jako popularizátor vědy prostřednictvím knih, článků a rozhlasových a televizních programů. Za tyto snahy získal v roce 1986 od organizace UNESCO cenu Kalingy.
V pozdních 80. letech vystupoval v TV sérii Carla Sagana Cosmos: Cesta do neznáma. V roce 1990 obdržel cenu Indiry Gandhiové Indické Národní Akademie Věd.

## Publikace
Kromě vědeckých prací a knih a popularizační literatury, napsal Narlikar díla science fiction, romány a krátké příběhy v angličtině, hindštině a maráthštině. Byl poradcem indické Národní rady pro výzkum v oblasti vzdělávání a odborné přípravy, kde má na starosti knihy z matematiky a přírodních věd.

### Non-fiction
- Facts and Speculations in Cosmology, with G. Burbridge, Cambridge University Press 2008, ISBN 978-0-521-13424-8
- Current Issues in Cosmology, 2006
- A Different Approach to Cosmology: From a Static Universe through the Big Bang towards Reality, 2005
- Fred Hoyle's Universe, 2003
- Scientific Edge: The Indian Scientist from Vedic to Modern Times, 2003
- An Introduction to Cosmology, 2002
- A Different Approach to Cosmology, with G. Burbridge and Fred Hoyle, Cambridge University Press 2000, ISBN 0-521-66223-0
- Quasars and Active Galactic Nuclei: An Introduction, 1999
- From Black Clouds to Black Holes, 1996
- From Black Clouds to Black Holes (Third Edition), 2012[13]
- Seven Wonders of the Cosmos, 1995
- Philosophy of Science: Perspectives from Natural and Social Sciences, 1992
- The extragalactic universe: an alternative view, with Fred Hoyle and Chandra Wickramasinghe, Nature 346:807–812, 30 August 1990.
- Highlights in Gravitation and Cosmology, 1989
- The Primeval Universe, 1988
- Violent Phenomena in the Universe, 1982
- The Lighter Side of Gravity, 1982
- Physics-Astronomy Frontier (co-author Sir Fred Hoyle), 1981
- The Structure of the Universe, 1977
- Creation of Matter and Anomalous Redshifts, 2002
- Absorber Theory of Radiation in Expanding Universes, 2002
- आकाशाशी जडले नाते (Akashashi Jadale Nate), (v Maráthštině)
- नभात हसरे तारे (Nabhat hasare taare), (v Maráthštině)

## Osobní život
Narlikar byl ženatý s matematičkou a profesorkou matematiky Mangalou Rajwadeovou, která byla později známa jako doktorka Mangala Narlikarová. Pár měl tři dcery – Geetu, Giriju a Leelavatii. Jayant byl strýcem akademika z Cambridge Amrita Narlikara.